# 高林克巳
高林 克巳（たかばやし かつみ、1920年（大正9年）3月31日 - 2000年（平成12年）9月2日）は、日本の裁判官。

## 経歴
鳥取県米子市博労町出身。
1943年（昭和18年）東京帝国大学法学部卒業。宮崎地方裁判所、東京地方裁判所裁判官を経て1957年（昭和32年）鹿児島地方裁判所裁判官。
1990年、勲二等瑞宝章を受章。2000年9月2日、大腸癌のため死去。

## 著書
- 『特許行政法 （周辺法律シリーズ（3））』 1984年
- 『特許訴訟―その理論と実務 （単行本）』 1998年